# Белёвские
Белёвские — угасший русский княжеский род, Рюриковичи, представители рода правили в Белёвском княжестве — одном из Верховских княжеств. Род внесён в Бархатную книгу.
Происходит от князей новосильских. Первоначально были подданными Великого княжества Литовского, затем перешли на службу Великому князю Московскому (1490).

## История рода
Родоначальник — князь Василий Романович, старший сын Романа Семёновича, князя Новосильского.
О первых представителях рода известно мало. Василий оставил: сына князя Михаила Васильевича, внуков князей Фёдора Михайловича, Василия Михайловича Белёвских и внучку княжну Евпраксию Михайловну, которая была замужем за князем Василием Ивановичем Косым-Оболенским (его 2-я жена).  Великий князь Василий II Васильевич Тёмный лишил братьев их удела и поселил на Волоке, где они жили долгое время, но потом возвратил Белёв.
Князья Василий и Фёдор Михайловичи со своим дядей князем Иваном Юрьевичем Новосильским и Одоевским подписали договорную грамоту с королём Польским Казимиром, который, по их челобитью, принял их в своё подданство (21 апреля 1459). Фёдор Михайлович был убит татарами на Кщенёве и не оставил после себя детей. Его брат Василий Михайлович Белёвский имел трех сыновей: Ивана, Андрея и Василия, которые сыграли заметную роль в русской политике в конце XV и в XVI веке.
Род угас конце XVI века со смертью последнего представителя рода Ивана Ивановича Белёвского.

## Критика
В Летописной и Патриаршей редакциях родословных книг, а также в редакции XVII века, родоначальник, князь Василий Романович назван князем Белёвским. Исследователи XIX века приняли это упоминание буквально, в результате чего в работах князя П. В. Долгорукова, князя А. Б. Лобанова-Ростовского и М. Д. Хмырова было повторено это известие. Однако в нём усомнился Г. А. Власьев, указав на то, что в Бархатной книге у князя Василия Романовича этот титул отсутствует. А. В. Щеков предположил, что он получил Белёв ещё при жизни отца, но умер раньше него, из-за чего его потомство не претендовало на старшинство в роду. Но в этом сомневается историк Р. А. Беспалов. Он указал, что в родословной Одоевских —  князь Василий Романович показан вместе с сыном Михаилом, что можно считать указанием на то, что Михаил Васильевич претендовал на старшинство среди Новосильских князей. Кроме того, в синодике Белёвского Спасо-Преображенского монастыря Василий  Романович указан без титула, а в Любецком синодике в списке черниговского архиепископа Филарета Гумилевского — с титулом князя Новосильского. По мнению Беспалова, вероятнее всего Белёв стал центром удела в 1-й трети XV века.
Вероятно, князь Василий Романович был князем Новосильским, после его смерти в Новосильском княжестве ему, вероятно, наследовал младший брат Лев Романович. Потомки же Василия закрепились в уделе с центром в Белёве.

## Известные представители
По родословной росписи князей Белёвских известны девять представителей рода мужского пола.
| №            | Имя, Отчество                          | № отца | Примечания                                      |
| ------------ | -------------------------------------- | ------ | ----------------------------------------------- |
| 1            | Василий Романович (князь Новосильский) |        | Родоначальник, первый князь Белёвский           |
| 2            | Белёвский Михаил Васильевич            | 1      |                                                 |
| 3            | Белёвский Василий Михайлович           | 2      |                                                 |
| 4            | Белёвский Фёдор Михайлович             | 2      |                                                 |
|              | Княжна Евпраксия Михайловна            | 2      | Жена князя Василия Ивановича Косого-Оболенского |
| 5            | Белёвский Иван Васильевич              | 3      | Боярин и воевода                                |
| 6            | Белёвский Андрей Васильевич            | 3      | Воевода, бездетен                               |
| 7            | Белёвский Василий Васильевич           | 3      | Бездетен                                        |
| 8            | Белёвский Семён Иванович               | 5      |                                                 |
| 9            | Белёвский Иван Иванович                | 5      | Последний представитель рода.                   |
| Род пресёкся |                                        |        |                                                 |